# 대한민국 제15대 대통령 선거 대전광역시
이 문서는 대한민국 제15대 대통령 선거의 대전광역시 지역 개표 결과이다.

## 개표 결과

### 동구 갑
|  | 45.88% |

|  | 26.27% |

|  | 26.13% |

|  | 1.03% |

|  | 0.25% |

|  | 0.20% |

|  | 0.20% |

### 동구 을
|  | 46.31% |

|  | 26.10% |

|  | 25.94% |

|  | 1.09% |

|  | 0.19% |

|  | 0.19% |

|  | 0.13% |

### 중구
|  | 45.71% |

|  | 28.98% |

|  | 23.76% |

|  | 1.05% |

|  | 0.19% |

|  | 0.14% |

|  | 0.13% |

### 서구 갑
|  | 46.13% |

|  | 27.16% |

|  | 25.20% |

|  | 1.03% |

|  | 0.19% |

|  | 0.13% |

|  | 0.13% |

### 서구 을
|  | 43.09% |

|  | 35.04% |

|  | 20.39% |

|  | 1.12% |

|  | 0.14% |

|  | 0.11% |

|  | 0.07% |

### 유성구
|  | 42.99% |

|  | 32.92% |

|  | 21.59% |

|  | 1.95% |

|  | 0.20% |

|  | 0.16% |

|  | 0.15% |

### 대덕구
|  | 45.34% |

|  | 26.68% |

|  | 25.91% |

|  | 1.52% |

|  | 0.22% |

|  | 0.15% |

|  | 0.15% |

## 전체 결과
|  | 45.02% |

|  | 29.17% |

|  | 24.07% |

|  | 1.23% |

|  | 0.19% |

|  | 0.15% |

|  | 0.13% |

새정치국민회의 김대중 후보가 45.02%의 득표율을 기록하면서 대전광역시에서 1위를 차지했다. 이로서 김대중 후보는 대선에서 처음으로 대전광역시에서 승리를 거두었다.
한나라당 이회창 후보는 29.17%의 득표율로 2위를 차지했다.
국민신당 이인제 후보는 24.07%의 득표율을 얻으며 3위를 차지했다.

### 주요 후보 결과
| 지역    | 이회창 | 이회창 | 김대중 | 김대중 | 이인제 | 이인제 |
| 지역    | 득표수 | 득표율 | 득표수 | 득표율 | 득표수 | 득표율 |
| ------- | ------ | ------ | ------ | ------ | ------ | ------ |
| 동구 갑 | 20,259 | 26.27% | 35,379 | 45.88% | 20,151 | 26.13% |
| 동구 을 | 15,819 | 25.94% | 28,235 | 46.31% | 15,915 | 26.10% |
| 중구    | 40,011 | 28.98% | 63,096 | 45.71% | 32,804 | 23.76% |
| 서구 갑 | 28,178 | 27.16% | 47,865 | 46.13% | 26,152 | 25.20% |
| 서구 을 | 43,295 | 35.04% | 53,235 | 43.09% | 25,191 | 20.39% |
| 유성구  | 24,295 | 32.92% | 31,722 | 42.99% | 15,937 | 21.59% |
| 대덕구  | 27,409 | 25.91% | 47,961 | 45.34% | 28,224 | 26.68% |

새정치국민회의 김대중 후보가 대전광역시 내 전 지역에서 승리를 거두었다. 김대중 후보는 모든 지역에서 40% 이상의 득표율을 거두었으며 2위 후보와 20%p가량 큰 차이를 벌리는데 성공했다. 충청 지역을 기반으로 하는 자유민주연합과의 선거연대의 덕으로 김대중 후보는 대전광역시에서의 큰 승리를 거두게 되었다.
한나라당 이회창 후보는 대전광역시 전 지역에서 20% 이상의 득표율을 올렸다. 서구 을, 유성구 지역에서는 30% 이상의 득표율을 올리면서 선전했지만 동구 을 등의 지역에서는 이인제 후보에 밀리며 3위로 내려앉기도 했다.
국민신당 이인제 후보는 모든 지역에서 20% 이상의 득표율을 올렸다. 이인제 후보는 동구 을, 대덕구 지역에서 이회창 후보를 밀어내고 2위에 오르기도 했다.

## 같이 보기
- 대한민국 제15대 대통령 선거